# Фаїз аль-Сарадж
Фаїз Мустафа аль-Саррадж (араб. فايز مصطفى السراج Fāyiz Muṣṭafā as-Sarrāǧ; нар. 20 лютого 1960, Триполі) — політичний діяч Лівії, у 2016-2021 роках очолював визнаний ООН уряд країни.

## Життєпис
Народився 20 лютого 1960 р. в Триполі. 1982 р. закінчив університет Аль-Фатех у Триполі. Працював у міністерстві житлового будівництва Лівії. Займав різні посади за правління М.Каддафі. Після його повалення в 2012—2014 рр. був депутатом Загального Національного Конгресу Лівії. Згідно з угодою від 17 грудня 2015 р. у Схіраті (Марокко), досягнутої різними лівійськими угрупуваннями при участі ООН, був обраний головою Президентської ради (головою держави) та головою Уряду національної згоди (прем'єр-міністром) Лівії. В березні 2016 р. прибув до Триполі і почав виконувати свої обов'язки.
На даний час у Лівії триває друга громадянська війна, уряд Фаїза аль-Сараджа протистоїть військам Х.Хафтара. Обидва уряди підтримують різні держави світу.